# Ian Anderson
Pour les articles homonymes, voir Ian Anderson (homonymie) et Anderson.
Ian Anderson, né le 10 août 1947 à Dunfermline (Écosse), est un musicien, chanteur et compositeur britannique.
Il est surtout connu pour son travail en tant que chanteur soliste et flûtiste du groupe rock britannique Jethro Tull. C'est un multi-instrumentiste qui, en plus de la flûte, joue des claviers, de la guitare acoustique et électrique, de la basse, du bouzouki, de la balalaïka, de l'harmonica, du saxophone et de divers sifflets. Son travail en solo commence en 1983 avec l'album Walk into Light. Depuis, il en a sorti cinq autres, dont Thick as a Brick 2 en 2012, qui est la suite de l'œuvre de Jethro Tull intitulé Thick as a Brick (1972).

## Biographie

### Jeunes années
Ian Scott Anderson est né à Dunfermline en Écosse, le plus jeune de trois frères. Son père, James Anderson, dirige la RSA Boiler Fluid Company à East Port. Ian passe la première partie de son enfance à Édimbourg. Il est influencé par les big bands et les disques de jazz de son père et par l'émergence de la musique rock, mais est désenchanté par le style « showbiz » des premières stars américaines du rock and roll comme Elvis Presley.
Sa famille déménage en 1959 à Blackpool en Angleterre, où il fait ses études à la Blackpool Grammar School. Dans une interview en 2011, Anderson dit qu'on lui a demandé de quitter le lycée pour avoir refusé de se soumettre aux châtiments corporels (autorisés à ce moment-là). Il étudie les beaux-arts au Blackpool College of Art de 1964 à 1966 tout en vivant à Lytham St Annes.

### Début de carrière
Adolescent, Anderson est assistant commercial dans le grand magasin Lewis à Blackpool, puis vendeur dans un kiosque à journaux. En 1963, il forme avec des amis d'école : Michael Stephens (guitare), John Evan (claviers), Jeffrey Hammond (basse) et Barriemore Barlow (batterie), The Blades, un groupe de soul et de blues, avec Anderson au chant, à la guitare et à l'harmonica - il n'a pas encore pris la flûte. Ils donnent leur premier spectacle au Holy Family Church Hall de North Shore.
À la fin de 1967, Anderson occupe toujours un emploi le jour, à savoir faire le ménage au cinéma Ritz à Luton, y compris les toilettes, le matin, « ce qui me prenait la moitié de la journée », déclarera t-il dans une interview ultérieure. Il prend un vieil urinoir ébréché de la réserve du cinéma, et le conserve pendant un certain temps après avoir quitté cet emploi. Il ne s'agit cependant pas de l'urinoir qui « était boulonné sur le côté de l'orgue Hammond de John Evan sur scène » au début des performances de Tull des années 1970.
À cette époque, Anderson abandonne son ambition de jouer de la guitare électrique, il pense qu'il ne sera jamais « aussi bon qu'Eric Clapton ». Comme il le raconte lui-même dans l'introduction de la vidéo Nothing Is Easy: Live at the Isle of Wight 1970, il troque sa guitare électrique contre une flûte traversière, et après quelques semaines de pratique, montre qu'il peut assez bien en jouer dans le rock et le blues. Selon les notes de pochette du premier album de Tull, This Was (1968), il ne joue de la flûte que depuis quelques mois lorsque l'album est enregistré. Sa pratique de la guitare n'est pas perdue pour autant : il continue à jouer de la guitare acoustique, en l'utilisant comme instrument mélodique et rythmique. Au fur et à mesure de sa carrière, il ajoute le saxophone soprano, la mandoline, les claviers et d'autres instruments à son arsenal.
Anderson est connu pour sa célèbre position de flûtiste sur une jambe, d'où le surnom de « flamant rose dérangé ». Cette position figure sur de nombreuses pochettes d'albums de Jethro Tull, Benefit, Living in the Past, Original Masters, In Concert, Living with the Past. Pendant un long séjour au Marquee Club, un journaliste le décrit, à tort, comme se tenant sur une jambe pour jouer de la flûte, alors qu'en fait il jouait à l'origine de l'harmonica dans cette position. Il décide d'être à la hauteur de sa réputation, mais avec quelques difficultés. Ses premières tentatives sont visibles dans l'apparition du film The Rolling Stones Rock and Roll Circus (1968) avec Jethro Tull. Ce fut d'ailleurs la seule performance ce soir-là qui a été jouée en playback, alors que tous les autres musiciens invités lors de ce concert filmé jouèrent en live. Sa tendance à se tenir sur une jambe tout en jouant de la flûte est fortuite, car il avait déjà adopté cette position pour jouer de l'harmonica, en se tenant au pied du microphone pour garder l'équilibre. 

## Carrière solo
Anderson souhaite déjà commencer une carrière solo en 1980, lorsque Jethro Tull fait une pause après la mort de John Glascock. Il écrit l'album A projetant d'en faire un album solo, mais les pressions de la maison de disques obligent Ian à le sortir sous le nom de Jethro Tull, provoquant la scission du groupe. Son premier album solo officiel est Walk into Light en 1983, dans lequel Peter-John Vettese joue le rôle important dans la direction électronique de la musique.

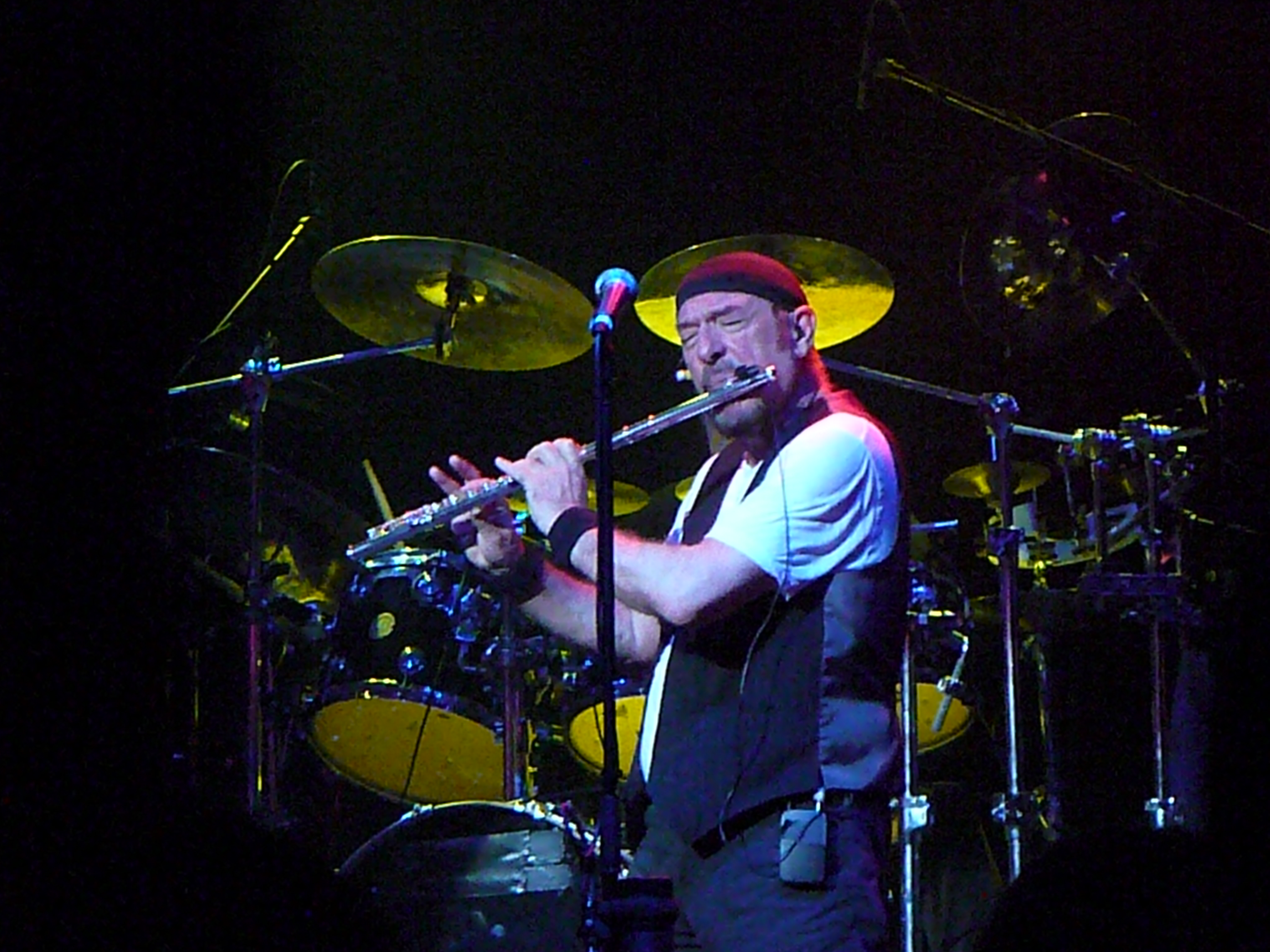
Ian Anderson à la flûte traversière lors d'un concert de Jethro Tull, le 21 mai 2010 à Esch-sur-Alzette (Luxembourg)

Dans les années 1990, il commence à travailler avec de simples flûtes en bambou, utilisant des techniques telles que le soufflage extrême et l'ombrage des trous pour produire des mélanges de notes et d'autres techniques expressives sur cet instrument par ailleurs simple. Anderson dit qu'à cette époque, sa fille commence à prendre des cours de flûte et il remarque que son propre doigté est incorrect, ce qui l'incite à réapprendre la flûte avec le bon doigté. En 1995, Anderson sort son deuxième album solo, Divinities: Twelve Dances with God, une œuvre instrumentale composée de douze pièces de flûte poursuivant des thèmes variés avec un motif sous-jacent. L'album est enregistré avec le claviériste de Jethro Tull, Andrew Giddings et des musiciens d'orchestre. Anderson sort deux autres albums solo basés sur des chansons, The Secret Language of Birds en 2000 et Rupi's Dance en 2003, avec son chat sur la pochette. En 2003, Anderson enregistre sa composition Griminelli's Lament, en l'honneur de son ami, le flûtiste italien Andrea Griminelli.
En 2011, avec la fin de la tournée de Jethro Tull et la question de son ami Derek Shulman ancien chanteur de Gentle Giant (« qu'est-il arrivé à Gerald Bostock ? »), Anderson commence à produire une suite à l'album Thick as a Brick (1972), intitulée Thick as a Brick 2 ou TAAB2, sorti le 3 avril 2012. Il est présenté comme étant interprété par Ian Anderson de Jethro Tull au lieu d'être un album du groupe proprement dit. Anderson tourne en jouant les deux albums dans leur intégralité. Une bande-annonce de TAAB2 est publiée sur YouTube.
Anderson sort, en mai 2014, un nouvel album, Homo Erraticus qu'il décrit comme un album concept rock progressif mélangeant rock, folk et métal. Grimpant au no 14 dans les charts britanniques, c'est son plus grand succès jamais atteint avec un album solo.
En septembre 2017, Anderson annonce une tournée pour commémorer le cinquantième anniversaire de This Was, et un nouvel album studio en 2019. La formation du groupe comprend Ian Anderson, Scott Hammond, Florian Opahle, John O'Hara et David Goodier (tous les musiciens du groupe solo d'Anderson depuis 2012). Le guitariste Martin Barre est absent de la formation.
Le 2 janvier 2018, Ian Anderson publie un article du Nouvel An sur jethrotull.com, avec une photo de lui-même légendé « IA en studio travaillant sur un nouvel album pour la sortie en mars 2019. Chut, gardez le secret...»
Le 1er juin 2018, Parlophone Records publie une nouvelle compilation (50 titres) célébrant le cinquantième anniversaire de Jethro Tull avec les 21 albums de Tull, intitulée 50 for 50. Les notes du livret inclus avec le coffret, disent que le nouvel album prévu pour 2019 sera un disque solo d'Ian Anderson et non un nouvel album de Jethro Tull.
Interviewé en octobre 2019, Anderson déclare prévoir de terminer le nouvel album d'ici février 2020 et de le sortir en septembre de la même année.
Un nouvel album de Jethro Tull, The Zealot Gene sorti en 2022, avec une toute nouvelle formation composée, outre Ian Anderson au chant, à la flûte, à l'harmonica, ainsi qu'à la guitare acoustique et à la mandoline, Florian Opahle à la guitare électrique, David Goodier à la basse, John O'Hara aux claviers et Scott Hammond à la batterie. Près de cinq ans de production, il s'agit de leur premier album studio depuis The Jethro Tull Christmas Album (2003), et de leur premier matériel original depuis J-Tull Dot Com (1999), marquant le plus long écart entre les albums studio du groupe.

## Reconnaissance

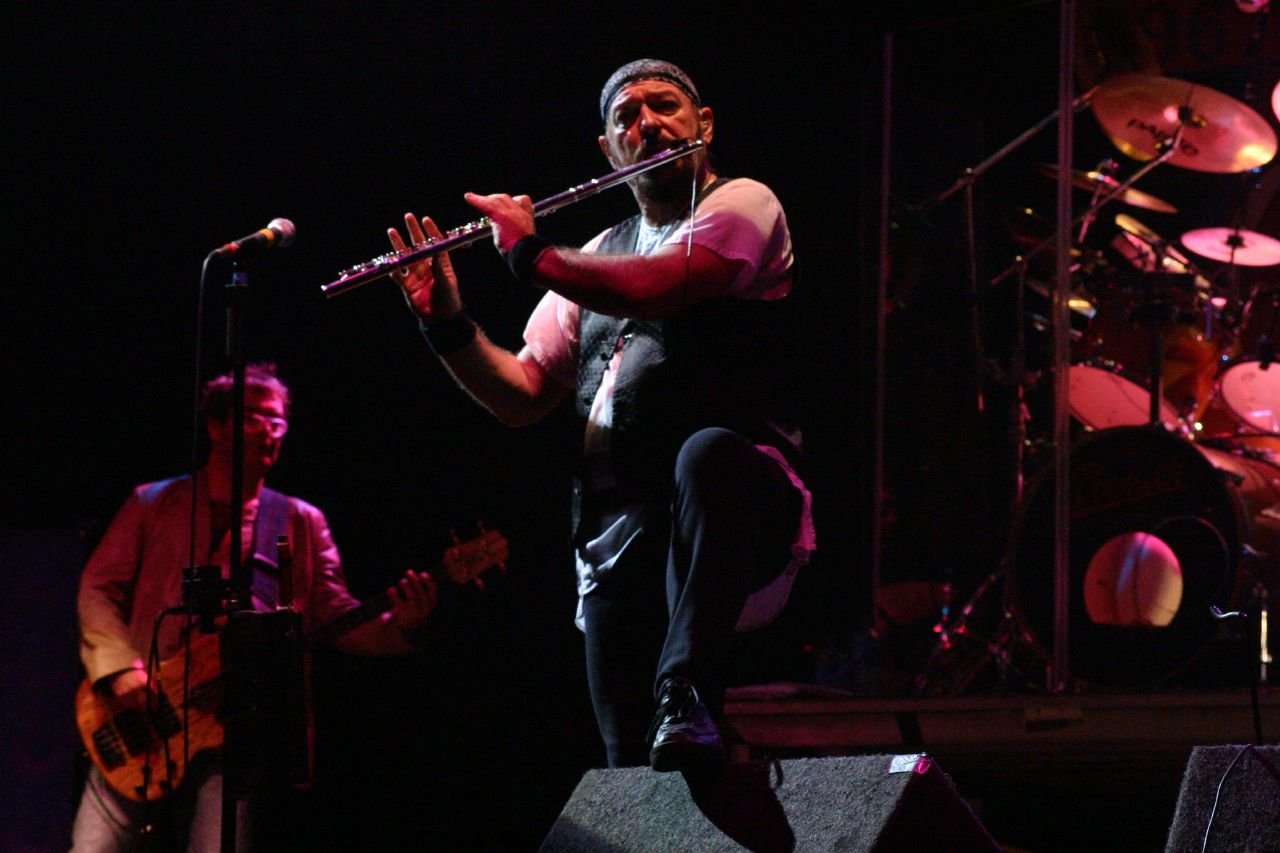
Ian Anderson au festival de Cropredy

En 1973, Anderson apparait, avec plusieurs autres artistes, sur la couverture du Time, pour un article sur les nouvelles directions dans la musique du début des années 1970.
En reconnaissance de sa contribution de toute une vie à la musique populaire, Anderson reçoit deux distinctions en 2006 : le prix Ivor Novello pour les réalisations internationales et un doctorat honorifique en littérature à l'Université Heriot-Watt, le 11 juillet 2006.
Anderson est nommé membre de l'Ordre de l'Empire britannique (MBE) dans les honneurs du Nouvel An 2008 pour les services à la musique.
Il reçoit un doctorat honorifique (doctorat en lettres) de l'Université d'Abertay en juillet 2011. Aux Progressive Music Awards 2013, Anderson reçoit le prix « Prog God ».

## Collaborations musicales et autres travaux
Anderson produit l'album Now We Are Six de Steeleye Span en 1974, et coproduit avec Dee Palmer et Robin Black, le premier album solo de Maddy Prior chanteuse de ce groupe, Woman in the Wings (1978), sur lequel des musiciens de Jethro Tull apportent plusieurs contributions instrumentales. Martin Barre joue un solo de guitare sur une chanson, John Glascock est bassiste sur 4 pièces, Dee Palmer est aux claviers sur 2 morceaux, Barriemore Barlow est batteur sur 8 pistes et Ian Anderson est flûtiste sur une chanson.
En 1984, Anderson avec Martin Barre, Dave Pegg et Peter-John Vettese enregistre l'album A Classic Case avec le London Symphony Orchestra, interprétant une sélection de musique de Jethro Tull.
Il est également DJ sur la station de radio Planet Rock, présentant sa propre émission de deux heures Under the Influence. Il apparaît aussi sur scène avec Joe Bonamassa jouant la chanson de Jethro Tull A New Day Yesterday au Hammersmith Apollo en mai 2010.
En avril 2011, Anderson exécute un duo de flûtes avec l'astronaute Cady Coleman, lors de sa mission à bord de la Station spatiale internationale, en l'honneur du cinquantième anniversaire du premier vol spatial habité par Youri Gagarine.
Le 24 mars 2017, l'album Jethro Tull -The String Quartets de Ian Anderson sort, avec la présence du Carducci String Quartet, dirigé par John O'Hara.
La vidéo officielle de la chanson de Marc Almond, Lord of Misrule, tirée de son album 2020 Chaos and a Dancing Star, sort sur YouTube le 29 novembre 2019, avec Ian Anderson jouant de la flûte.

## Vie familiale et personnelle
Anderson est le plus jeune de trois frères. Le plus âgé des trois, Robin, devient administrateur du Ballet écossais en 1973.
De 1970 à 1974, Anderson est marié à Jennie Franks, une photographe à qui on attribue certaines des paroles des premiers couplets de la chanson Aqualung de l'album éponyme.
Anderson épouse Shona Learoyd en 1976, décrit par le magazine Rolling Stone comme une « belle fille instruite au couvent d'un riche fabricant de laine ». Elle étudie le ballet pendant dix ans, mais quand Anderson la rencontre, elle travaille comme attachée de presse pour le label de Jethro Tull à l'époque, Chrysalis Records. Elle s'implique ensuite dans les effets spéciaux sur scène du groupe.
Le couple vit dans une ferme en briques rouges du XVIe siècle sur le domaine Pophleys de 500 acres à Radnage, en Angleterre, à Kilmarie House sur leur domaine Strathaird sur l'île de Skye en Écosse, ainsi qu'un court séjour à Montreux en Suisse. Ils vivent actuellement dans le Wiltshire, en Angleterre, et ont à nouveau une maison en Suisse, près de Montreux. Ils ont deux enfants : James Duncan Anderson, également musicien, et Gael, qui travaille dans l'industrie cinématographique et est mariée à l'acteur Andrew Lincoln, vedette de la série dramatique télévisée américaine The Walking Dead.
Anderson a survécu à une thrombose veineuse profonde et fait plusieurs annonces d'intérêt public pour sensibiliser à la maladie.
Parmi ses intérêts, Anderson énumère la protection des chats sauvages, en particulier ceux qui ont été sauvés d'une dure captivité ; les appareils photographiques, principalement Leica ; la cuisine indienne - il a écrit un guide du débutant, jusqu'ici publié uniquement sur Internet.
Anderson se décrit comme étant « quelque part entre le déiste et le panthéiste » religieux, selon sa préface à la brochure pour ses concerts de charité de St Brides 2006 pour les sans-abri.
Lors d'une interview vidéo pour The Big Interview with Dan Rather en mai 2020, Anderson déclare qu'il souffre de la maladie pulmonaire obstructive chronique incurable (MPOC) après avoir été diagnostiqué un certain nombre d'années auparavant. Il ajoute que l'une des causes probables de cette maladie est l'utilisation de machines à fumée sur scène lors de spectacles tout au long de sa longue carrière. Anderson continue à prendre des médicaments pour traiter la maladie, évite les zones de forte pollution pour éviter l'aggravation de la maladie et pratique des exercices de respiration pour garder ses poumons en forme, affirmant que la BPCO n'avait pas encore affecté sa routine quotidienne.

## Autres activités commerciales
Anderson possède plusieurs fermes salmonicoles au Royaume-Uni et au Chili. Son entreprise Strathaird, basée sur son domaine sur l'île de Skye, fonctionne jusqu'à la fin des années 1990, lorsque des parts de celle-ci sont vendues.
Anderson est administrateur de quatre sociétés : Jethro Tull Production Limited, Calliandra Productions Limited, Ian Anderson Limited et Ian Anderson Group of Companies Limited.

## Discographie

### Jethro Tull
Ian Anderson joue sur tous les albums du groupe.

### Solo

#### Albums studio
- 1983 : Walk Into Light
- 1995 : Divinities: Twelve Dances With God
- 2000 ; The Secret Language Of Birds
- 2003 : Rupi's Dance
- 2012 : Thick as a Brick 2
- 2014 : Homo Erraticus

#### Albums live
- 2005 : Ian Anderson Plays the Orchestral Jethro Tull - 2 CD + 1 DVD
- 2014 : Thick as a Brick - Live in Iceland - 2 CD + 1 DVD + 1 Blu-ray

### Collaboration
- 2017 : Jethro Tull - The String Quartets - Avec le Carducci String Quartet

### Participations

#### Années 1980
- Maddy Prior : Woman in the Wings : Ian Anderson solo de flûte sur une chanson.
- The Big Prize (1985), Anderson apparait en tant qu'invité sur la chanson All Along You Knew.
- Honeymoon Suite : The Big Prize (Warner Music Canada, 1986) - Flûte traversière sur All Along You Knew.
- Men Without Hats: Pop Goes The World (Mercury Records, 1987) - Flûte traversière sur On Tuesday.

#### Années 1990
- The Six and Violence: Lettuce Prey (Fist Records, 1990)[24] - Flûte traversière sur Bursting Bladder et Theological Guns.
- Blackmore's Night : Shadow of the Moon (Edel, 1997) - Flûte traversière sur Play Minstrel Play.
- Roy Harper (1998) Flûte traversière sur l'album The Dream Society

#### Années 2000
- Uriah Heep : Acoustically Driven (2001) et Electrically Driven (2001), invité sur Circus et Blind Eye.
- Fairport Convention (2001) - Flûte traversière sur la chanson Portmeirion de l'album XXXV
- Back Against the Wall (2005), un album hommage à l'album The Wall de Pink Floyd dans son intégralité - Flûte traversière et chant sur The Thin Ice.
- James Taylor Quartet : Room at the Top (Sanctuary Records, 2002) - Flûte traversière sur Free.
- Magellan : Hundred Year Flood (Magna Carta Records, 2002) - Flûte traversière sur Family Jewels.
- Silverwood Quartet: The Classic Rock Album (2005) - Flûte traversière sur Bourrée.
- Billy Sherwood : Back Against the Wall (Cleopatra Records, 2005) - Flûte traversière et chant sur The Thin Ice et flûte sur Is There Anybody Out There?.
- Artistes variés: Asia and Progressive Rock Friends (2008) - Chant et flûte traversière sur The Thin Ice.

#### Années 2010
- Eric Brooke: The Road to Here (2011) - Flûte traversière sur O.K.(Live).
- Saori Jo: Home 2.17 AM (2012) - Flûte traversière sur Fairy World..
- The Darkness : Hot Cakes (2012) - Flûte traviersière sur Cannonball.
- Unnur Birna : Sunshine (2013)[25] - Flûte traversière sur Sunshine.
- Renaissance : Grandine il vento (2013) - Flûte traversière sur Cry to the World.
- The Tea Party :The Ocean at the End (2014) - Flûte traversière sur la chanson éponyme.
- Anna Phoebe: Between the Shadow and the Soul (2014) - Flûte traversière sur A Moment's Deception.
- Boris Grebenshchikov : Salt (2014) - Flûte traversière sur Любовь во время войны (Love in times of war).
- Renaissance : Symphony of Light (2014) - Flûte traversière sur Cry to the World.
- JEFF the Brotherhood : Wasted on the Dream (2015) - Flûte traversière sir Black Cherry Pie[26].
- Tiles : Pretending 2 Run (Laser's Edge, 2016) - Flûte traversière sur Midwinter.
- Helen Andrews : Circling Highs, Unravelling Lows (2016) - Flûte traversière sur Behind the Glass.
- Tinkara: Cuori di ossigeno (2017) - Flûte traversière sur Maldamore.
- Steeleye Span: Est'd 1969 (2019) - Flûte traversière sur Old Matron.
- Tim Bowness : Lost in the Ghost Light (2017) - Flûte traversière sur Distant Summers.
- Heather Findlay : Wild White Horses (2019) - Flûte traversière sur Winner.

#### Années 2020
- Louise Patricia Crane : Deep Blue (Peculiar Doll Records, 2020) - Flûte traversière sur Snake Oil et Ophelia.
- Steve Bailey: Carolina (2020) - Flûte traversière sur Bourrée.
- Opeth: Last will and testement (2024)